# Loermund

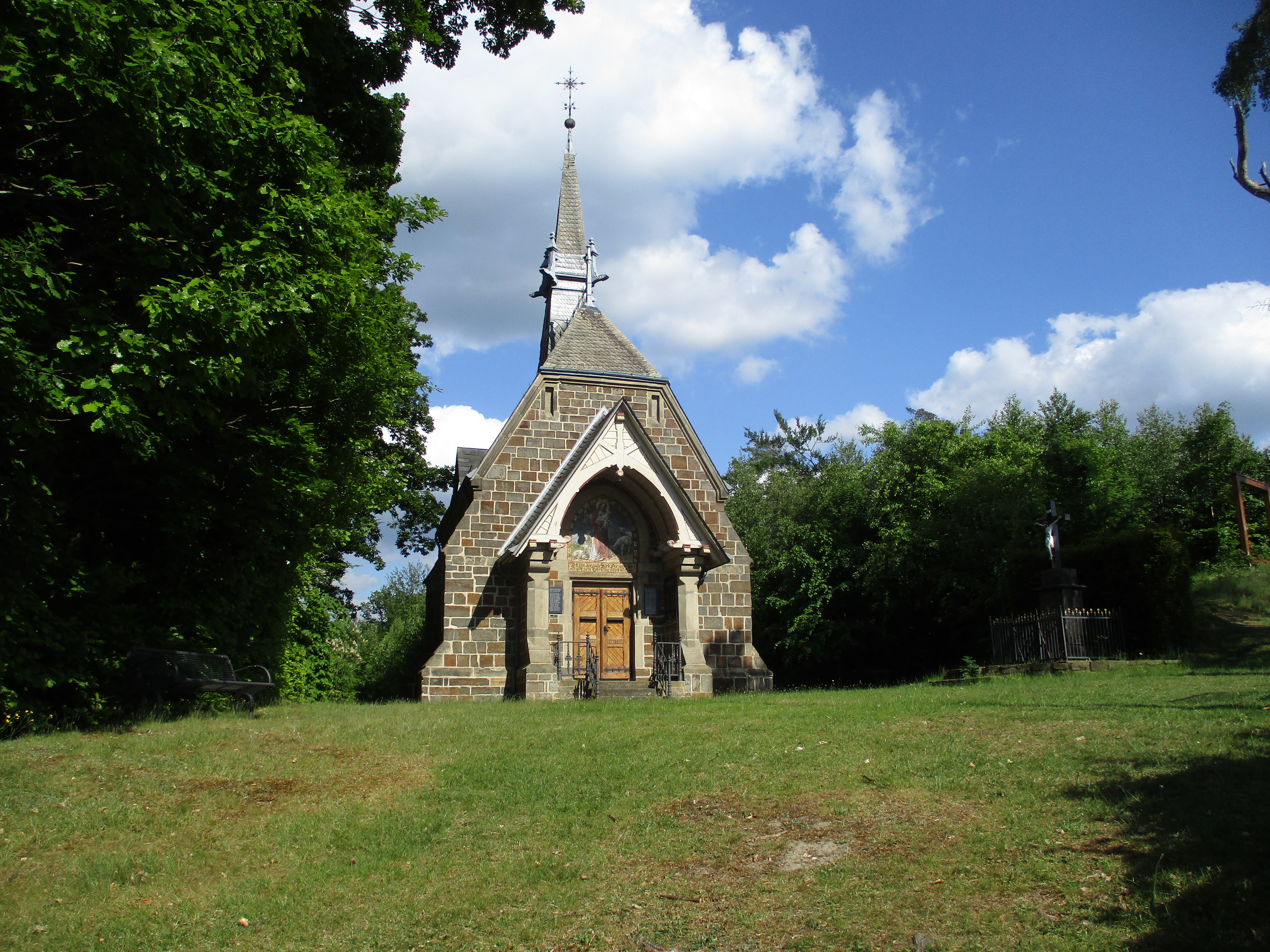
Kreuzbergkapelle (Sichtigvor) auf dem Loermund (2025)

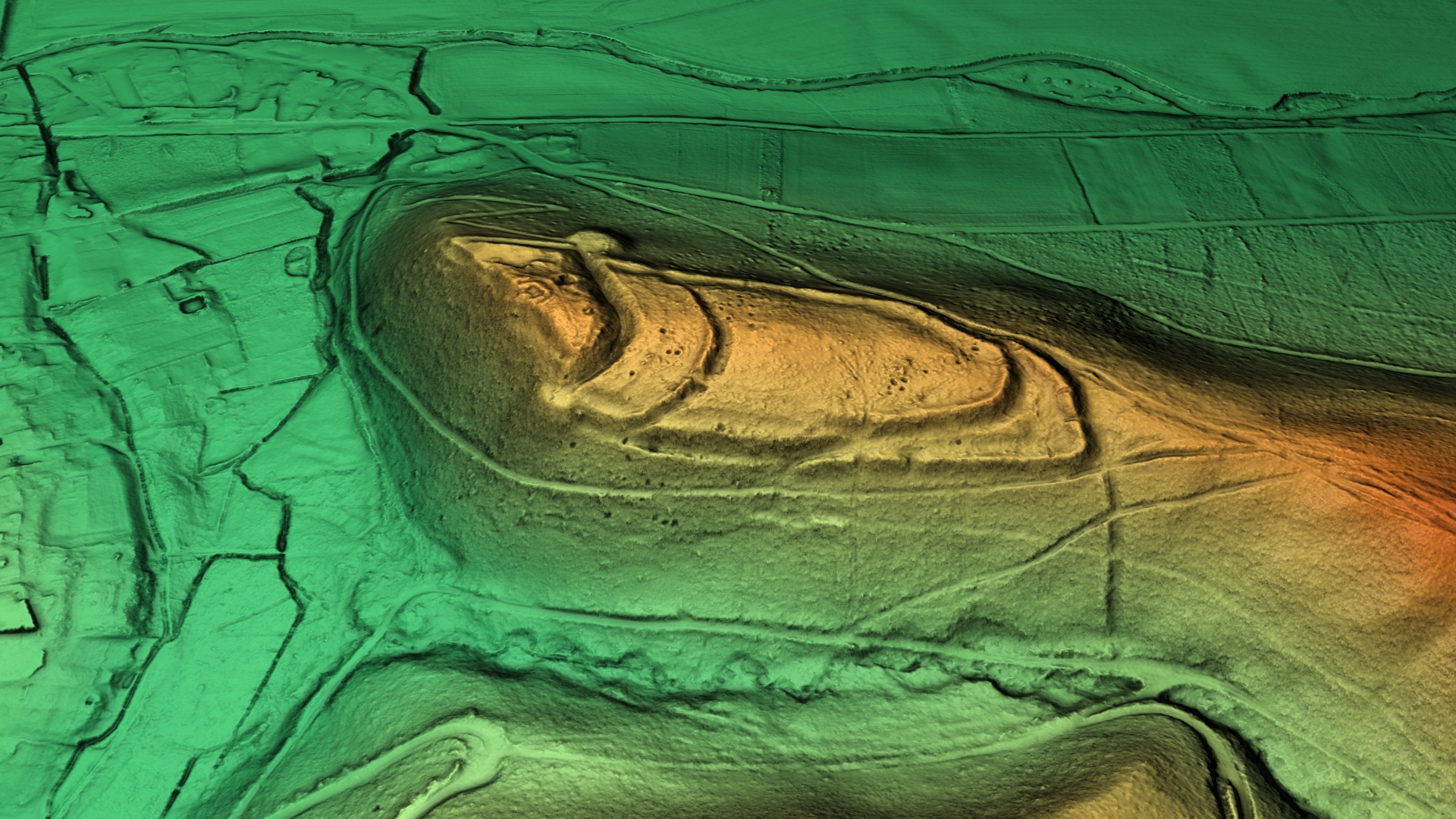
3D-Ansicht des digitalen Geländemodells

Der Loermund (gesprochen: Lörmund) ist ein Bergrücken in der Ortschaft Sichtigvor (Stadt Warstein, Sauerland, Nordrhein-Westfalen), auf dem sich eine Wall- und Grabenanlage aus wahrscheinlich verschiedenen Zeiten befindet. Heute steht auf dem Berg eine Kapelle als Endpunkt eines Kreuzweges, der den Berg hinauf führt. Die Wallburg Loermund wurde am 29. November 1989 unter B IV 1 in die Denkmalliste der Stadt Warstein als Bodendenkmal eingetragen.

## Beschreibung

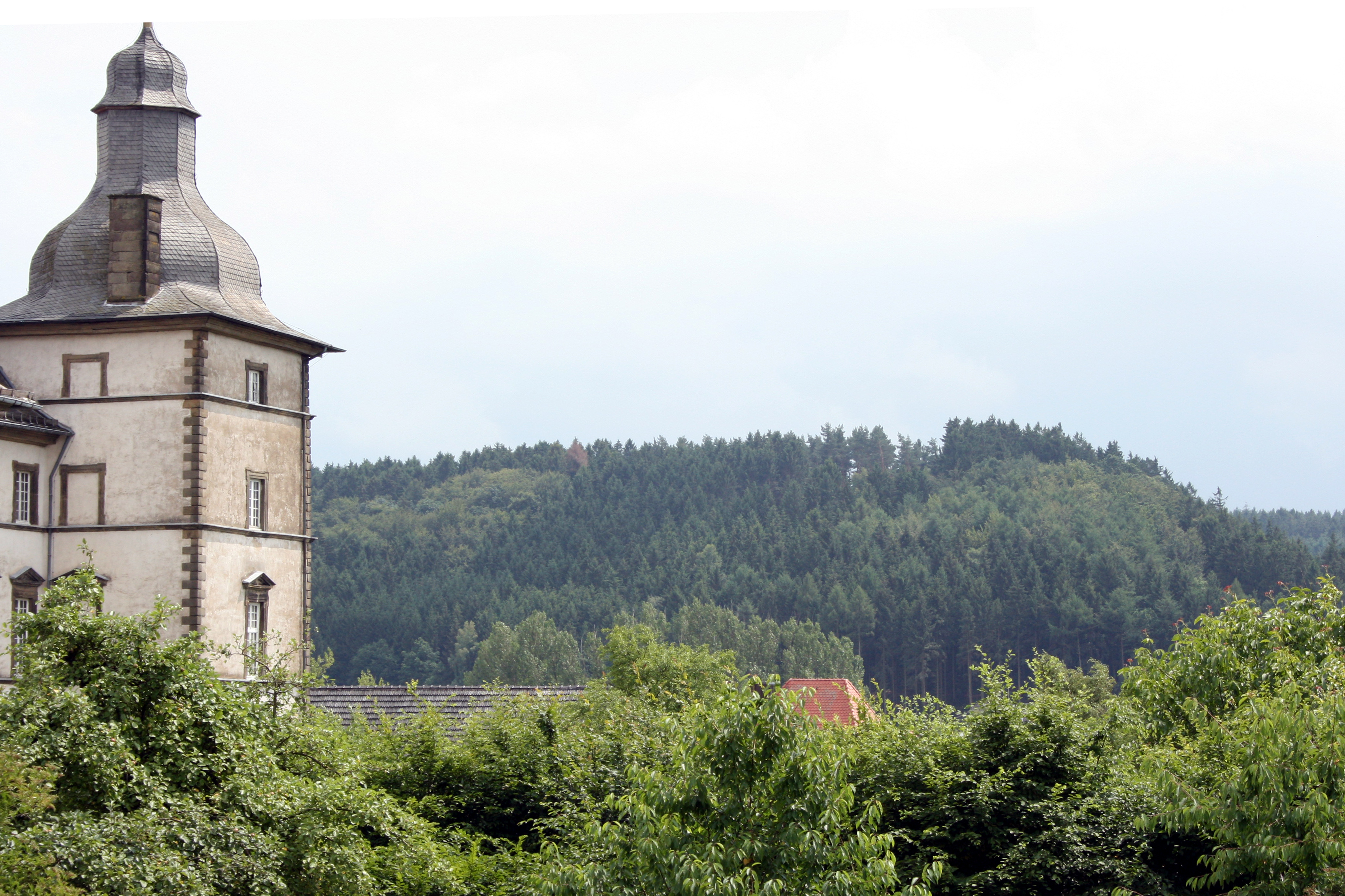
Blick auf den Loermund von der Kommende aus

Die Ringwallanlage des Loermunds befindet sich auf einem westlichen Ausläufer des Ochsenrückens, im Mündungswinkel zwischen Möhne und Riemecke. Zu unterscheiden ist eine kleinere hochmittelalterliche Anlage von einem deutlich älteren Wallsystem.
Die hochmittelalterliche Burg – der Standort der Kreuzbergkapelle – ist durch einen tiefen Halsgraben von der größeren Anlage getrennt. An der Westseite finden sich keine Wälle, hier reicht die natürliche Geländesteilung als Annäherungshindernis aus. Das aus dem Halsgraben stammende Material wurde am Hang angeschüttet, noch heute sind die Schuttkegel zu erkennen. Der acht bis zehn Meter tiefe Halsgraben trennt einen zirka 0,2 Hektar großen Burgplatz vom restlichen Ringwall ab. 35 Meter östlich befindet sich ein weiterer Wall mit Graben. Die Wallenden setzen an Terrassenkanten an. Dieser Wall kennzeichnet möglicherweise den Kernbereich der alten Burg. Das östliche Ende wird durch zwei weitere Wälle gebildet. Unklar ist der alte Zugang zur Burg. Möglicherweise bestand ein Weg an der Südseite, dann läge ein Tor mit „überlappenden Wallenden“ vor.
Die Kreuzbergskapelle wurde 1890 errichtet. Vorher wurde 1845 am Loermund ein hölzerner Kreuzweg errichtet, der 1865 durch Sandsteinkreuze ersetzt wurde.

## Forschungsgeschichte Loermund

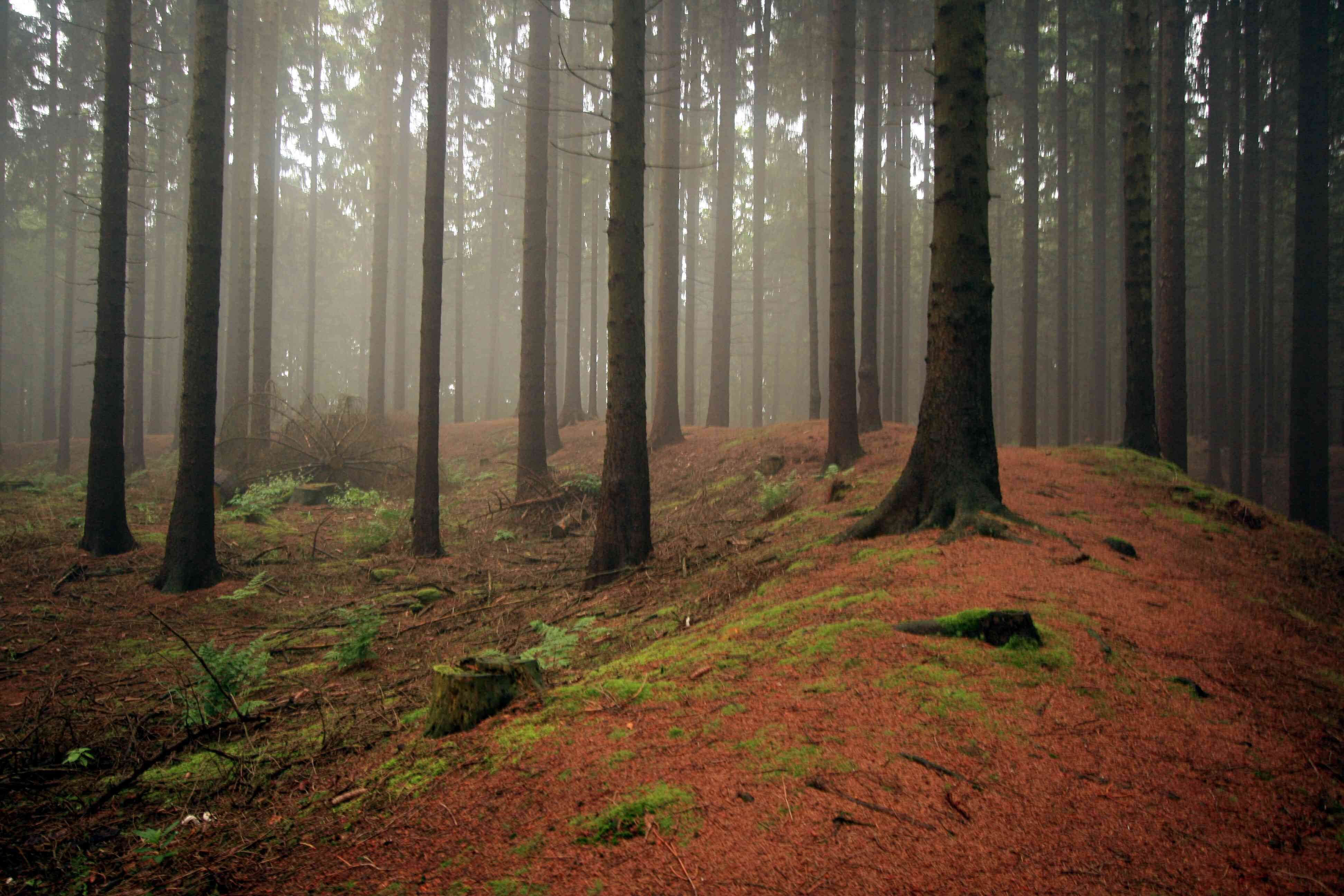
Vorgelagerte Wälle NO-Seite

Die Wallburg auf dem Loermund erscheint schon 1888 in K. Mummentheis „Erstes Verzeichnis der Erd- und Steindenkmale des Süderlandes“. 1906 finden Untersuchungen und Ausgrabungen in der Wallburg durch E. Hartmann statt. C. Schuchardt und E. Hartmann deuteten die ergrabene Wallburg als das bei verschiedenen frühen Geschichtsschreibern (Hrotsvit, Widukind von Corvey, Continuator des Regino von Prüm) erwähnte Castellum/Praesidium Baduliki. 1920 erscheint ein neuer Plan mit knapp zweiseitigem Kommentar von F. Biermann und J. H. Schmedding im Atlas vor- und frühgeschichtlicher Befestigungen in Westfalen. Schon diese Autoren sprechen sich gegen die Gleichsetzung der Wallburg auf dem Loermund mit der Burg zu Belecke aus. Die Beobachtung von Spitzgräben in der Altstadt von Belecke in den 30er und 40er Jahren kann als Beleg für eine frühe Burg Belecke gelten, die Gleichsetzung von Loermund und Baduliki wurde damit archäologisch hinfällig.
Philipp R. Hömberg erwähnt in zwei Arbeiten der 1970er Jahre kurz die Wallburg auf dem Loermund. Zuletzt gibt es aus seiner Feder eine kurze Zusammenfassung im 2001 erschienenen „Führer zu archäologischen Denkmälern. Kreis Soest“. Sein Vater – Albert K. Hömberg – hatte auf einen möglichen historischen Hintergrund aufmerksam gemacht: In einer Aufzeichnung aus dem 12. Jahrhundert beansprucht der Erzbischof von Köln folgenden Bereich als Ostervvalt – Osterwald – für sich:
Ostervvalt tota silua pertinet ad beatum Petrum, icipiens a loco, qui dicitur Nezzelvvinkel per dotalem mansum in Odakker transiens in locum, qui dicitur Lininchusen et unde in flumen Rurem et inde in flumen, quod dicitur Almana.
Kloster Odacker ist eindeutig zu identifizieren, auch für Lininchusen gibt es Indizien (im Ruhrtal bei Enste), offen bleibt allein Nezzelwinkel, das in Verlängerung der Punkte Lininchusen – Odacker zu suchen ist. Die bei H. Schoppmeier und K. Süggeler vorgetragene, sich auf B. Kraft und Johann Suibert Seibertz gründende Vermutung, der ´Netzewinkel´ habe einige hundert Meter westlich der Wallburg gelegen ist jedoch wenig wahrscheinlich. Mit dem Nezzelwinkel der Grenzbeschreibung ist keine jagdliche Einrichtung (Aufstellen von Netzen) gemeint, sondern – bei Beachtung sprachlicher Kriterien – eine von Nesseln bestandene Fläche. Außerdem ist Nezzelwinkel östlich der Wallburg zu erwarten, zwischen Mülheim und Belecke. Eine Möglichkeit der Lokalisierung könnte demnach im Möhnetal, direkt westlich des Schlosses Welschenbeck bestehen. Diese Flur trägt die Bezeichnung ´Alte Hof´, was einen sicheren Hinweis auf eine Wüstung, einen untergegangenen Hof darstellt.

## Neue Fragestellungen
Bei den Ausgrabungen zu Beginn des Jahrhunderts sind Reste vorgeschichtlicher Keramik gefunden worden, denen man jedoch keinerlei Bedeutung beimaß. Neue Erkenntnisse über die mehrperiodige Nutzung von Höhenbefestigungen haben erst in den letzten Jahren zu einem anderen Verständnis dieser Anlagen geführt. Es stellte sich heraus, dass gerade in der Jungsteinzeit, im 4. bis 3. Jahrtausend v. Chr. Wallanlagen sowohl in der Ebene als auch auf Sporn- und Gipfellagen der Berge errichtet worden sind.
Bekannte Beispiele für Erdwerke in der Ebene sind Salzkotten-Oberntudorf und Soest (mitten in der heutigen Innenstadt). Exemplarische Beispiele für Spornlagen bei jungsteinzeitlichen Erdwerken sind die Oldenburg auf dem Fürstenberg bei Neheim-Hüsten, sowie die Anlage bei Büren-Brenken. Für einige dieser Anlagen wird heute neben einer vielleicht auch vorhandenen praktischen Funktion vor allem die Funktion als kultisches Zentrum gesehen. Auf diese Weise ließen sich ansonsten schwer erklärbare Befunde als Reste von Opferdeponierungen deuten. In der Michelsberger Kultur – ca. 4200–3500 v. Chr. – scheinen beispielsweise die Spornbefestigungen tatsächlich zu Verteidigungszwecken erbaut worden zu sein. Es gibt Hinweise auf längere Besiedlung, auf Zerstörung durch Feuer, auch auf Kampfhandlungen. Die in der Ebene gelegenen Erdwerke dieser Zeit weisen keinerlei Spuren von Besiedlung auf, sind strategisch ungünstig gelegen. Hier scheint es sich um Versammlungsorte zu handeln.
Die Tatsache, dass auch die Wallburg auf dem Loermund – nicht näher bestimmte – jungsteinzeitliche Keramik erbracht hat, kann vielleicht in diese Richtung weisen. Demnach wären zwar die heute zu beobachtenden Wälle und Gräben früh- und hochmittelalterlich, dennoch spricht einiges dafür, dass der Bergrücken schon einige Jahrtausende früher regelmäßig von Menschen aufgesucht worden ist.
Philipp R. Hömberg geht eher von einer späteren Erstnutzung der Anlage aus. Die Scherben und das möglicherweise vorhandene Tor mit überlappenden Wallenden könnten auf eine erste Nutzung des Loermundes in der vorrömischen Eisenzeit hindeuten.

## Geschichte der Wallburgenforschung in Westfalen
Die Geschichte der westfälischen Wallburgenforschung ist eng verbunden mit der Geschichte der 1897 gegründeten Altertumskommission für Westfalen, die in der Erforschung der zahlreichen westfälischen Wallburgen eines ihrer Hauptziele erblickte. Anfangs stand die Frage im Vordergrund, welche Rolle die Wallburgen in den römisch-germanischen Auseinandersetzungen gespielt haben. (Eine Fragestellung, die in zahlreichen Arbeiten von Hobbyhistorikern zur Varusschlacht bis heute eine bedeutende Rolle spielt.)
Im Jahre 1906 wurde innerhalb der Altertumskommission eine spezielle Atlaskommission gegründet, die die Erarbeitung und Herausgabe eines Atlas der westfälischen Wallburgen (nach niedersächsischem Vorbild) vorantreiben sollte. Die intensive Arbeit zeigte erste Ergebnisse: als Hauptnutzungsperioden der Wallburgen in Westfalen wurden die vorrömische Eisenzeit, die Zeit um Christi Geburt sowie das Frühmittelalter (Auseinandersetzungen zwischen Franken und Sachsen) erkannt.
1920 erschien der Atlas vor- und frühgeschichtlicher Befestigungen in Westfalen. 16 Burgen wurden vorgestellt, darunter auch die Wallburg auf dem Loermund. In der Folgezeit geriet dieses Projekt ins Stocken. Nach dem Zweiten Weltkrieg wurde versucht, erneut an die Arbeit anzuschließen. Aber auch das misslang letztendlich. Ein Grund dafür liegt in der großen und noch immer steigenden Zahl von zu bearbeitenden Anlagen. Die erste Aufstellung verzeichnete ca. 150 Anlagen, 1962 waren es bereits über 600. 1972 beschäftigte sich Philipp R. Hömberg ausführlich in seiner Dissertation „Untersuchungen an frühgeschichtlichen Wallanlagen Westfalens“ mit einer großen Anzahl von westfälischen Wallburgen.
Seit 1983 erscheint eine kleine Reihe „Frühe Burgen in Westfalen“, die gewissermaßen das gescheiterte Atlas-Projekt in populärwissenschaftlicher Form und auf Einzelhefte verteilt fortzusetzen sucht. Die letzte ausführliche Beschäftigung mit Wallburgen liegt mit der Ausstellung und dem Begleitbuch „Hinter Schloß und Riegel“ aus dem Jahr 1997 vor.

## Zerstörungen und Erschließung der Wallburg
2014, 2015 und 2017 wurde der äußere Wall von Forstmaschinen gleich an mehreren Stellen durchbrochen. Schon ab 1991 und verstärkt ab 2007 wurde die Wallanlage mehrfach durch die forstwirtschaftlichen Arbeiten mit Forstmaschinen, trotz vorhandener Zufahrten, beschädigt. Als Untere Denkmalbehörde leitete die Stadt Warstein ein Bußgeldverfahren gegen die Eigentümerin ein.
2016 wurden drei Millionen Euro aus dem LEADER-Fördertopf der EU für die Kommunen Warstein, Geseke, Erwitte, Anröchte und Rüthen von Bezirksregierung Arnsberg freigegeben. Aus diesen Fördergeldern soll die touristische Erschließung der Wallburg Loermund erfolgen.